# Hydrelia rubropunctaria
Hydrelia rubropunctaria là một loài bướm đêm trong họ Geometridae.